# Principles of Geometry
Principles of Geometry est un groupe de musique électronique français, originaire de Lille, dans le Nord. Il s'agit d'un duo constitué de Guillaume Grosso et Jeremy Duval, largement inspiré par les jingles des VHS de leur enfance, les fictions SF de John Carpenter, ou par l’électro des labels anglais Warp et Skam. Principles of Geometry est édité et distribué par le label parisien Tigersushi.

## Biographie
Principles of Geometry se fait connaître en 2005 en sortant notamment un mini album compilant ses premiers essais. Cette même année, leur premier album, l'éponyme Principles of Geometry, sort au label Tigersushi Records. Le Courrier picard le définit comme : « une relique de l'electro pour les générations à venir avec la nostalgie de ce qu’elle représenta l’espace d’un instant[réf. nécessaire]. » La musique synthétique et analogique de Principles of Geometry a su séduire Sébastien Tellier qui a donné sa voix au morceau A Mountain for President, issu du deuxième album Lazare, album sorti en 2007 également aux labels Tigersushi, et Discograph.
En 2012, ils sortent leur troisième album Burn the Land and Boil the Oceans. Le groupe tourne avec le batteur Alberto Malo[Quand ?]. Ils présentent entre 2008 et 2010 avec AntiVJ un « stereoscopic show » avec images 3D. En 2014, le groupe publie son quatrième album, Meanstream,. Après cinq ans d'absence, le groupe sort un remix du morceau La Pantoufle de Forever Pavot en février 2019.

## Style musical
Le style musical de Principles of Geometry a été catégorisée par la presse spécialisée dans le genre electronica,. Xsilence.net considère le style musical du groupe comme « pourvoyeur d'une musique nocturne et ultra synthétique, utilise au mieux le support visuel pour créer, avant même l'écoute de leur musique, une ambiance forte, prégnante, qui invite tous les sens à se mobiliser. » 

## Discographie

### Albums studio
- 2005 : Principles of Geometry (Tigersushi)
- 2007 : Lazare (Tigersushi)
- 2012 : Burn the Land and Boil the Oceans (Tigersushi)
- 2014 : Meanstream (Tigersushi)
- 2022 : ABCDEFGHIJKLMNOPQRSTUVWXYZ (Tigersushi)

### Singles et EP
- 2007 : A Mountain For President (EP) (remixes by Speakerine & Joakim) (Tigersushi)
- 2008 : Interstate Highway System (remixes by Poni Hoax & Eat) (Tigersushi)
- 2009 : The Effect Of Adding Another Zero (Principles of Geometry's Distributive & Associative Part One) (Tigersushi/Pandamaki Records)
- 2011 : P.O.G vs. THE EDITS EP (edits by Krikor, Pilooski & Joakim) (Tigersushi Records)
- 2014 : Streamsters (remixes by L-vis 1990 & Tanner Ross) (Tigersushi Records)
- 2014 : Connie (remixes by Tobacco, VHS Head & Oceanic) (Tigersushi Records)

### Remixes
- 2006 : Poni Hoax - Letom Redrum (Principles Of Geometry's Poni Hoax's L.A. Murder Motel)
- 2008 : Poni Hoax - The Symbionese Bride (Principles Of Geometry's Poni Hoax's Paper Bride)
- 2009 : Mr. Oizo - Z (Principles of Geometry's Oizo's Z)
- 2010 : Joakim[Lequel ?] - Ad Me (Principles of Geometry's Joakim's Ad Me)
- 2012 : Château Marmont - Wargames (Principles of Geometry's Chateau Marmont's Wargames)
- 2013 : Tahiti Boy and the Palmtree Family - Thank You for the Radio (Principles of Geometry's Tahiti Boy's Thank You for the Radio)
- 2013 : Egyptology - The Skies (Principles of Geometry's Egyptology's The Skies)
- 2013 : Rone - Let's Go - Feat. High Priest (Principles of Geometry's Rone's Let's Go)
- 2013 : Gyrls - Disruptism (Principles of Geometry's Gyrls' Disruptism)
- 2014 : Joakim - On the Beach (Principles of Geometry's Joakim's On The Beach)
- 2014 : Sébastien Tellier - Ricky l'adolescent (Principles of Geometry's Sebastien Tellier's Ricky l'adolescent)